# Dryobotodes servadeii
Dryobotodes servadeii là một loài bướm đêm trong họ Noctuidae.